# Dlaczego wierszem?
Dlaczego wierszem? – popularnonaukowa książka Lucylli Pszczołowskiej, omawiająca w przystępnej formie podstawowe zagadnienia wersologii. Ukazała się w 1963 (a właściwie 1964) nakładem wydawnictwa Wiedza Powszechna. W 2003 została poszerzona i wznowiona.